# Ludwig Ferdinand von Dyherrn
Ludwig Ferdinand von Dyherrn (* 1743 in Großenhain; † 8. Februar 1817 in Dresden) war ein sächsischer Generalmajor.

## Leben

### Familie
Ludwig Ferdinand war Angehöriger des schlesisch-meißnischen Adelsgeschlechts Dyhrn.
Er war vermählt und hatte wenigstens zwei Töchter:
- Louise von Dyherrn
- Auguste von Dyherrn, ⚭ NN Eigenwillig, sächsischer Premierleutnant und Rentbeamter

### Werdegang
Dyherrn begann seine Laufbahn in der sächsischen Armee als Soldat und war 1758 Unteroffizier. Er avancierte 1761 zum Fähnrich bei den Füsilieren vom Infanterieregiment „Rochow“. Hiernach stieg er 1763 zum Sousleutnant im Infanterieregiment „Kurprinz Christian“, 1772 ebd. zum Premierleutnant und 1786 ebd. zum Kapitän auf. Dyherrn nahm am Bayerischen Erbfolgekrieg teil, bevor er 1792 zum Major im Infanterieregiment „Prinz Gotha“ befördert wurde. Bei der Teilnahme an der Ersten Koalition tat er sich derart hervor, dass ihm der preußische König am 28. November 1793 den Orden Pour le Mérite verlieh. Dyherrn wurde 1799 kurfürstlicher Generaladjutant und avancierte gleichzeitig zum Oberstleutnant. Seine Beförderung zum Oberst ist im Jahr 1800 erfolgt. 1805 wurde er zum Kommandanten des Infanterieregiments „Prinz Xaver“ bestellt und nahm im Folgejahr, 1806 als Brigadier an der Vierten Koalition teil. Ebenfalls 1806 erfolgte mit seiner Beförderung zum Generalmajor auch die Versetzung als Brigadier ins Infanterieregiment „Prinz Friedrich August“. Dyherrn wurde dann 1807 Generalinspekteur und 1808 Chef des Infanterieregiments No. 13. Er hielt sich in den Jahren 1808 und 1809 in Polen und Schlesien auf. 1810 war er noch einmal Brigadier hat aber 1813 seinen Abschied mit Pension erhalten.